# Klaus Röhl (Politiker)
 Klaus Röhl (* 12. November 1933 in Berlin; † 3. März 2024 ebenda) war ein deutscher Politiker (FDP).
Nach dem Besuch der Volksschule, der Mittelschule und der Oberschule und dem Erreichen des Abiturs studierte Röhl an der Humboldt-Universität zu Berlin und schloss mit Diplom ab. Er wurde an der Bergakademie Freiberg promoviert und wurde dort Chemiewerker. Er war Wissenschaftlicher Mitarbeiter an der Bergakademie Freiberg und an der Akademie der Wissenschaften Berlin in den Bereichen Strahlen- und Radiochemie und Werkstoffforschung.
1989 beteiligte sich Röhl am Aufbau der F.D.P. in Ost-Berlin und war Gründungsmitglied der F.D.P. in der DDR. Er gehörte dem Berliner Landesvorstand der F.D.P. in der DDR an und wurde im September 1990 Landesvorstandsmitglied, im Mai 1991 stellvertretender Landesvorsitzender. Von Mai 1990 bis Januar 1991 war er Stadtverordneter von Berlin und dort Fraktionsvorsitzender der F.D.P.-Fraktion. Von 1990 bis 1998 saß Röhl im Deutschen Bundestag. Dort war er Mitglied im Ausschuss für Raumordnung, Bauwesen und Städtebau, im Untersuchungsausschuss DDR-Vermögen sowie stellvertretendes Mitglied im Ausschuss für Wirtschaft Ausschuss für Post und Telekommunikation.